# Лишня (Ліський повіт)
Лишня (Лишна, Лішна, Лісна, пол. Liszna) — село в Польщі, у гміні Тісна Ліського повіту Підкарпатського воєводства. Знаходиться на прадавній етнічній український території.
Населення — 164 особи (2011).

## Розташування
Розташоване в долині гірських пасом Високий Діл, недалеко від кордону зі Словаччиною та Україною.
Село розташоване за 3 км на захід від Тісни, за 31 км на південь від м. Лісько. Північніше знаходиться село Майдан та гори Гон, Осина та Берест.

## Історія
Село було засновано до 1550 року. Воно входило до володінь шляхетського роду Балів, користувалось Волоським правом. З XVI ст. належало Урбанським, Фредровим та Флемінгу де Армін. Основним заняттям місцевого населення було сільське господарство, лісове господарство, чавуноливарні роботи на заводі Фредрова з м. Тісної.
1898 року північніше села прокладена вузькоколійна залізниця від Нового Лупкова до Тісної з продовженням у 1904 р. через Кальницю до Бескиду.
З листопада 1918 по січень 1919 тут існувала Команчанська Республіка. У 1919-1939 рр. село входило до Ліського повіту Львівського воєводства.
У 1939 році в селі проживало 380 мешканців, з них 310 українців, 60 поляків (приїжджі працівники тартака) і 10 євреїв.
В період 1945-1946 рр. в цьому районі тривала боротьба між підрозділами УПА та польськими й радянським військами. Українське населення було насильно переселене на територію СРСР в 1946 році. Родини, яким вдалось уникнути переселення, в 1947 році під час Операції Вісла були вивезені на нові території Північної Польщі.
У 1975-1998 роках село належало до Кросненського воєводства.

### Церква
Церква парафіяльна існувала в селі ще за часів І Речі Посполитої. Ще в 1790 р. згадується парох Дмитро Хомякевич. В 1828 році парафія вже не існувала, а прихід був у м. Тісна.
1835 року на місці старої в селі була побудована нова дерев'яна філіальна греко-католицька церква ПреСвятої Діви Марії, яка належала до Тіснянської парафії Балигородського деканату Перемиської єпархії. Оновлена в 1928 р., розібрана у 1953 р.

## Демографія
В 1785 р. селу належало 18,04 кв.км земель і мешкало 95 греко-католиків.
На 1787 рік австрійські кадастрові записи також згадують про місцевих жителів.
1840 — 155 греко-католиків,
1859 — 163 греко-католики,
1879 — 179 греко-католиків,
1899 — 229 греко-католиків,
1926 — 192 греко-католики,
1936 — 291 греко-католик.
Демографічна структура станом на 31 березня 2011 року:
|          | Загалом | Допрацездатний вік | Працездатний вік | Постпрацездатний вік |
| -------- | ------- | ------------------ | ---------------- | -------------------- |
| Чоловіки | 82      | 16                 | 57               | 9                    |
| Жінки    | 82      | 20                 | 49               | 13                   |
| Разом    | 164     | 36                 | 106              | 22                   |